# Вашингтон Тауншип (округ Джефферсон, Пенсільванія)
Вашингтон Тауншип (англ. Washington Township) — селище (англ. township) в США, в окрузі Джефферсон штату Пенсільванія. Населення — 1892 особи (2020).

## Демографія
Згідно з переписом 2010 року, у селищі мешкало 1926 осіб у 762 домогосподарствах у складі 578 родин. Було 859 помешкань
Расовий склад населення:
| - 98,5 % — білих - 0,4 % — азіатів - 0,2 % — корінних американців - 0,1 % — чорних або афроамериканців |

До двох чи більше рас належало 0,7 %. Частка іспаномовних становила 0,6 % від усіх жителів.
За віковим діапазоном населення розподілялося таким чином: 19,3 % — особи молодші 18 років, 61,7 % — особи у віці 18—64 років, 19,0 % — особи у віці 65 років та старші. Медіана віку мешканця становила 46,2 року. На 100 осіб жіночої статі у селищі припадало 107,8 чоловіків;  на 100 жінок у віці від 18 років та старших — 108,4 чоловіків також старших 18 років.
Середній дохід на одне домашнє господарство  становив 59 496 доларів США (медіана — 51 136), а середній дохід на одну сім'ю — 69 635 доларів (медіана — 63 393). За межею бідності перебувало 7,2 % осіб, у тому числі 6,5 % дітей у віці до 18 років та 8,7 % осіб у віці 65 років та старших.
Цивільне працевлаштоване населення становило 819 осіб. Основні галузі зайнятості: освіта, охорона здоров'я та соціальна допомога — 25,5 %, виробництво — 13,2 %, транспорт — 10,6 %, роздрібна торгівля — 10,5 %.